# Leo Rojas
Juan Leonardo Santillia Rojas, né le 18 octobre 1984, est un joueur de flûte de Pan originaire de l'Équateur. Il remporte la cinquième saison de l'émission de télévision Das Supertalent, la version allemande de Got Talent.

## Biographie
De son pays d'origine, il se rend en Espagne en 2000, alors que sa famille reste en Équateur. À partir de là, il se rend à plusieurs reprises en Allemagne avec un visa touristique. Il vit avec sa femme polonaise à Berlin, où il gagne de l'argent comme artiste de rue. Un passant l'informe de l'existence du télé-crochet Das Supertalent. Il participe à la cinquième saison en 2011 et parvient à se qualifier pour la finale. Avec une interprétation d'El cóndor pasa avec la flûte de pan et d'autres instruments à vent sud-américains, il arrive à se qualifier pour les demi-finales. Il organisa une réunion de chanteur d'Équateur, pour faire un spectacle impressionnant. Pour la finale, le 17 décembre 2011, Rojas a joué l'instrumental de "The Lonely Sheperd", écrit par James Last, qui était un hit de l'année 1977 joué par Gheorghe Zamfir. Le sud américain remporte la compétition avec une nette avance.
Sa chanson gagnante est sortie après le concours et s'est classée au 48e rang du palmarès des ventes allemandes durant la semaine de Noël. Le 27 janvier 2012, sort son premier album de pièces instrumentales connues, intitulé Spirit of the Hawk. Produit par Dieter Bohlen, l'album a atteint le Top 5 des palmarès des pays germanophones, et à la fin du mois de février avait atteint le statut d'or en Allemagne.
Après avoir atteint 105 000 000 clics sur Youtube et 2 prix disque d'or (plus de 200 000 albums vendus), le multi-instrumentiste s'apprête à sortir son 5ème album studio en 2017 (PR1ME RECORDS), ce qui lui vaut une année de travail acharné en studio. Pour ce nouvel album Leo est désormais entouré d'une nouvelle équipe composée de Silvio d'Anza et Patrick Kronenberger. Leo Rojas décrit son nouveau son comme une symbiose parfaite de rythmes électroniques époustouflants et de sons traditionnels amérindiens. Avec son hit "Nature Spirits", le voyage musical de Leo a finalement été accompli et lui a permis de retrouver ses racines spirituelles. 
Leo décrit son nouvel album avec cette phrase : « Les voix de mes ancêtres amérindiens vous parlent à travers ma musique. C'est la porte d'entrée des âmes des temps passés. ».
La renommée de Leo Rojas est de plus en plus importante, et le musicien se produit actuellement dans de nombreux pays comme l’Allemagne, la Suisse, le Brésil, le Kyrgyzstan, l'Iran, la Pologne et le 16 juin 2018 pour la première fois en France.
Le 8 août 2018 pour la première fois en Tunisie au festival international de Bizerte, le point le plus septentrional de l'Afrique.
Sa renommée sur YouTube ne faiblit pas, il obtient le YouTube Award d'argent en 2018, et le YouTube Award d'or en 2019 pour avoir plus d'un million d'abonnés. Sa nouvelle chaîne YouTube gagne plus de 3 000 abonnés par jour.
Le 14 décembre 2019 il participe pour la première fois au concert de Noël du Vatican, et rencontre le Pape François, dans un contexte où l'Église se concentre sur la protection de l'Amazonie et de ses populations indigènes.

## Discographie

### Simples
- The Lonely Shepherd (en) (2011)
- El cóndor pasa (2012)
- Nature Spirits (2017)
- Hallelujah (2018)
- Feliz Navidad (2018)
- Hope (2020)
- River flows in you (2021)

### Albums
- Spirit of the Hawk (2012)
- Flying Heart (2012)
- Albatross (2013)
- Das Beste (2015)
- Leo Rojas (2017)
- Leo Rojas Deluxe (2019)

### EP (Extended Play)
- Hijo de la Luna (2021)